# David Vanole
David Charles „Dino“ Vanole (* 6. Februar 1963 in Redondo Beach, Kalifornien; † 15. Januar 2007 in Salt Lake City, Utah) war ein US-amerikanischer Fußballtorwart und Trainer.
Seine professionelle Karriere als Fußballspieler verbrachte er von 1986 bis 1991 zum größten Teil in der Western Soccer Alliance und deren Nachfolgerliga American Professional Soccer League. Für Fußballnationalmannschaft der Vereinigten Staaten war 14 Mal aktiv. Bei den Olympischen Sommerspielen 1988 in Seoul war er Stammtorwart der Mannschaft.
Vanole, der mit seiner Familie in New York City lebte, starb am 15. Januar 2007 während eines Ski-Urlaubs in Salt Lake City.

## Spielerkarriere

### Jugend und College
Vanole besuchte die Aviation High School in Redondo Beach. Er spielte in der Schulmannschaft und wurde viermal als All-Ocean-League-Torhüter ausgezeichnet. Nach der High School ging er an die University of California. Dort spielte er für die College-Soccer-Mannschaft der UCLA Bruins. 1985 konnte er mit der Mannschaft die NCAA Division I Men’s Soccer Championship gewinnen. Gegner im Finale war die American University.

### Profi
Nach seinem Abschluss an der UCLA spielte er für Los Angeles Heat in der Western Soccer Alliance. 1988 war er auch für die San Jose Earthquakes, die ebenfalls in der Western Soccer Alliance spielten, aktiv. Von 1987 bis 1988 spielte er für die Hallenfußballmannschaft Wichita Wings in der Major Indoor Soccer League.
1991 beendete er seine Karriere bei den San Francisco Bay Blackhawks, die in dieser Saison die American Professional Soccer League gewinnen konnten.

### Nationalmannschaft
Am 5. Februar 1985 gab er sein Debüt für die Fußballnationalmannschaft der Vereinigten Staaten im Spiel gegen Kanada. Insgesamt stand er 14 Mal für die USA und viermal für das olympische Team der USA auf dem Platz.
Am 30. April 1989 hielt er einen entscheidenden Elfmeter im WM-Qualifikationsspiel gegen Costa Rica. Die USA konnten so 1:0 gewinnen. Vanole stand in dieser Zeit kurz davor, die Nummer eins im Tor der Amerikaner, auch im Hinblick auf die Fußball-Weltmeisterschaft 1990, zu werden. Aber aufgrund von Problemen mit der Fitness, verlor er im Laufe des Jahres 1989 seinen Platz an Tony Meola.
Im Januar 1990 kam es während eines Trainingscamps der US-Mannschaft zu kleinen Vertragsstreitigkeiten zwischen Vanole und der United States Soccer Federation. Trotzdem wurde er zweiter Keeper hinter Meola bei der WM 1990. Er sorgte dort für weltweite Aufmerksamkeit, weil er bei einem Spiel eine Mütze trug, auf der die Flagge der USA aufgesteckt war. Der damalige Trainer, Bob Gansler, verbot ihm diese Mütze weiter zu tragen, da so ein Verhalten nicht repräsentativ für die USA ist. Nach der Weltmeisterschaft wurde er nicht weiter berücksichtigt. Sein letztes Spiel hatte er 1989.
Vanole nahm vier Jahre lang an der Pro Beach Soccer Tour teil. Zweimal wurde er zum besten Torhüter gewählt. Bei der Futsal-Weltmeisterschaft 1989 war er Teil der Mannschaft der USA.

## Trainerkarriere
Von 1995 bis 200 trainierte er als Assistenztrainer die Männer- und Frauenmannschaft der UCLA Bruins. Von 1997 bis 1999 war auch als Assistent bei der USA U-20 Nationalmannschaft beschäftigt.
Am 25. Mai 2000 wurde er Torwarttrainer bei der US-amerikanischen Fußballnationalmannschaft der Frauen. Anschließend betreute er D.C. United und Washington Freedom als Torwarttrainer.
Von 2004 bis 2006 war er als Torwarttrainer bei New England Revolution unter Trainer Steve Nicol beschäftigt.